# Grenade
Grenade, tudi Grenade-sur-Garonne, (okcitansko Granada) je naselje in občina v južnem francoskem departmaju Haute-Garonne regije Jug-Pireneji. Leta 2008 je naselje imelo 7.431 prebivalcev.

## Geografija
Naselje leži v pokrajini Gaskonji ob izlivu reke Save v Garono, 25 km severozahodno od Toulousa.

## Uprava
Grenade je sedež istoimenskega kantona, v katerega so poleg njegove vključene še občine Aussonne, Bretx, Le Burgaud, Daux, Larra, Launac, Menville, Merville, Montaigut-sur-Save, Ondes, Saint-Cézert, Saint-Paul-sur-Save, Seilh in Thil s 23.245 prebivalci.
Kanton Grenade je sestavni del okrožja Toulouse.

## Zanimivosti
Grenade je bila ustanovljena kot srednjeveška bastida v letu 1290.
- gotska cerkev Marijinega Vnebovzetja z oktogonalnim zvonikom iz 14. stoletja,
- tržnica Jean Moulin,
- nekdanji uršulinski samostan,
- most na reki Save.

## Osebnosti
- Jacques Antoine Marie de Cazalès (1758-1805), francoski politik in govornik;

## Pobratena mesta
- Istrana (Benečija, Italija);